# Yosemite Wilderness
L'aire sauvage de Yosemite (en anglais Yosemite Wilderness) est une aire protégée située à l'intérieur du parc national américain de Yosemite, en Californie. Avec une superficie de 2 851,51 km2, elle couvre 93 % des 3 080,74 km2 du parc national.  L'aire protégée comprend la plupart des terres du parc à l'extérieur de la vallée de Yosemite.
Celui-ci partage ses limites avec Emigrant Wilderness au nord, Hoover Wilderness à l'est et Ansel Adams Wilderness au sud.